# Белявский, Владимир Иванович
Владимир Иванович Белявский (бел. Уладзімір Іванавіч Бяляўскі; род. 27 июня 1962) — советский и белорусский футболист, защитник, белорусский футбольный тренер.

## Биография
В советский период выступал только на уровне коллективов физкультуры, в том числе за минский «Спутник». В 1987 году был заявлен за команду мастеров «Восток» (Усть-Каменогорск), но ни одного матча не провёл. После распада СССР в течение трёх сезонов играл за «Шинник» (Бобруйск) в чемпионатах Белоруссии, сначала в первой лиге, а в сезоне 1993/94 — в высшей. Всего в высшей лиге сыграл 11 матчей.
После окончания игровой карьеры работал тренером в различных белорусских командах. В сезоне 2001 года возглавлял «Минск», однако клуб был явным аутсайдером и набрал лишь 4 очка в 34 матчах второй лиги. В части сезона 2007 года тренировал «Белшину» в первой лиге. Также входил в тренерский штаб в клубах «Торпедо-Кадино» (Могилёв), «Атака» «Звезда» и МТЗ-РИПО (Минск).
В начале 2010-х годов работал в Казахстане в качестве ассистента белорусского специалиста Анатолия Юревича. В 2010 году входил в тренерский штаб «Ордабасы», а с января по март 2011 года был главным тренером клуба. В 2013—2014 годах работал с клубом «Атырау», где также ассистировал Юревичу, но в некоторых источниках назван главным тренером.
В 2017 году в тандеме с Юревичем возглавил белорусский клуб «Энергетик-БГУ» (Минск), со временем Юревич сосредоточился на административной работе, а Белявский стал главным тренером. По итогам сезона 2018 года клуб занял второе место в первой лиге и поднялся в высшую.
23 июля 2022 года присоединился к владикавказской «Алании», номинально став главным тренером клуба в связи с отсутствием лицензии категории Pro у де-факто возглавлявшего команду  Заура Тедеева. В марте 2023 года Белявский и Тедеев покинули клуб.